# Finnegans Wake
Finnegans Wake gerne forkortet til FW eller The Wake er den sidste roman af James Joyce. Den udkom i 1939, 17 år efter Ulysses. Titlen henviser til en irsk drikkevise om et gravøl (wake), der ender med, at liget ved et uheld får whiskey i munden og vågner.
Finnegans Wake er afgjort det mest utilgængelige romanværk i den vestlige verden. Sproget er engelsk blandet med over 60 andre sprog i et eneste stort sammensurium af ordspil på alle sprogene. Joyce lærte sig alverdens sprog – også dansk. Teksten er spækket med allusioner og skjulte citater, der endda flettes ind i hinanden. Selve handlingen er skjult eller i bedste fald vanskelig at få fat i. Læsere og litteraturvidenskaben har diskuteret værkets egentlige mening. Sprogmanden Harry Burrell har brugt mange år på at påvise, hvordan hele værket egentlig handler om Bibelens skabelsesberetning, mens andre har påvist, hvordan en sådan analyse reducerer netop det kaos, som Finnegans Wake skal være.
Da Joyce tog udgangspunkt i Dublin og irsk historie og var en stor beundrer af Ibsen, dukker norsk også op i værket. Fx handler en af historierne om en norsk skrædder, og der er ord som bakvandets, Knut Oelsvinger og Bygmester Finnegan. De fleste af Ibsens værker, mange af hans figurer og en del citater er flettet ind i Finnegans Wake. Da Joyce lærte Nora Barnacle at kende, omtalte han den anden Nora, hovedperson i Et dukkehjem, men frk. Barnacle anede intet om hende. Mens Joyce arbejdede med Finnegans Wake, ønskede han at lægge nogle henvisninger til skandinavisk sprog og litteratur ind i værket og fik efterhånden fem norsklærere. Den første af dem var Olaf Bull. Joyce ønskede at læse norske værker på originalsproget, deriblandt P.A.Munchs Norrøne Gude- og Heltesagn. Linjer fra Bulls digte går igen i "dette spindelvæv af ord", som Joyce selv kaldte Finnegans Wake, og Bull selv dukker op under navnet "Olaph the Oxman". 

## Tordenord
I teksten er der 10 ord, som kaldes "tordenord". De ni af dem har 100 bogstaver og det tiende 101, i alt 1.001 bogstaver.
Ordene er

| Ord                                                                                                   | Betydning |
| --- | --- |
| bababadalgharaghtakamminarronnkonnbronntonnerronntuonnthunntrovarrhounawnskawntoohoohoordenenthurnuk  | Gengiver et symbolsk tordenskrald ved det bibelske syndefald. Det er opbygget som en sammenstilling af en række kortere ord, der på forskellige sprog beskriver torden. |
| Perkodhuskurunbarggruauyagokgorlayorgromgremmitghundhurthrumathunaradidillifaititillibumullunukkunun  | Torden |
| klikkaklakkaklaskaklopatzklatschabattacreppycrottygraddaghsemmihsammihnouithappluddyappladdypkonpkot  | Skrald |
| Bladyughfoulmoecklenburgwhurawhorascortastrumpapornanennykocksapastippatappatupperstrippuckputtanach  | Skøge |
| Thingcrooklyexineverypasturesixdixlikencehimaroundhersthemaggerbykinkinkankanwithdownmindlookingated  | Thing crookly ex in every pasture six dix likence him around hers the magger by kinkinkankan with down mind looking at ed                                               |
| Lukkedoerendunandurraskewdylooshoofermoyportertooryzooysphalnabortansporthaokansakroidverjkapakkapuk  | Luk døren |
| Bothallchoractorschumminaroundgansumuminarumdrumstrumtruminahumptadumpwaultopoofoolooderamaunsturnup  | Both all choractors chummin around gansumum ina rumdrumstrumtrum ina humptadump waul topoofoolooder amaunsturnup                                                        |
| Pappappapparrassannuaragheallachnatullaghmonganmacmacmacwhackfalltherdebblenonthedubblandaddydoodled  | Pappappapparrassannuaragheallachnatullaghmongan macmacmac whack fall ther debblen on the dubblan daddydoodled                                                           |
| husstenhasstencaffincoffintussemtossemdamandamnacosaghcusaghhobixhatouxpeswchbechoscashlcarcarcaract  | Host |
| Ullhodturdenweirmudgaardgringnirurdrmolnirfenrirlukkilokkibaugimandodrrerinsurtkrinmgernrackinarockar | Nordiske guder og jætter |

## Dansk oversættelse
Den danske lyriker Peter Laugesen har i flere interviews sagt, at han arbejder på at oversætte Finnegans Wake til dansk. Dog siger han at for hver gang han læser værket, synes den at sige noget nyt. Derfor er det noget af et livsprojekt.